# Paul Chamberland
Paul Chamberland (ur. 16 maja 1939 w Longueuil) – kanadyjski poeta i eseista.

## Życiorys
W 1962 wydał pierwszy zbiór poezji, Genèses. W latach 60. był działaczem na rzecz niepodległości Quebecu, w 1963 współzałożycielem miesięcznika "Parti pris", którego został głównym teoretykiem, poza tym od 1968 do 1978 publikował w czasopismach alternatywnych i prowadził warsztaty poetyckie Fabrike d’ékriture. W 1985 został wykładowcą Uniwersytetu Montrealskiego. Jego twórczość ewoluowała od liryki agitacyjno-politycznej wyrażanej w tomach Genèses oraz Terre Québec (1965) wpisujących się też w nurt tzw. poésie du pays, której twórcy kreowali mit kraju i jednocześnie poszukiwali własnej tożsamości, do problematyki duchowego i kulturowego wyzwolenia jednostki. W tomie L’afficheur hurle z 1965 poddał krytyce stosunek poezji do prawdy w kontekście alienacji politycznej Quebecu. W zbiorze L’inavouable z 1968 przywoływał osobiste przeżycia miłosne. W kolejnych tomach (napisanych pod wpływem teorii Althussera, Derridy, grupy Tel Quel i amerykańskiej kontrkultury) zmierza w stronę ezoteryzmu i form postsurrealistycznych. W zbiorach Demain les dieux naîtront (1974) i Le multiple événement terrestre... (1991) kreśli obraz katastrofy ekologicznej, protestując zarazem przeciw technokratycznej cywilizacji. Polskie przekłady jego poezji zostały wydane w 1985 w Antologii poezji Quebeku.